# Кубок России по волейболу среди женщин 1994
2-й розыгрыш Кубка России по волейболу среди женских команд проходил с мая по сентябрь 1994 года. Победителем стала команда «Динамо» (Краснодар).
В турнире не участвовали сильнейшие команд страны — «Уралочка», «Уралочка»-2 (обе — Екатеринбург) и ЦСКА.

## Кубок Сибири и Дальнего Востока
3-й розыгрыш Кубка Сибири и Дальнего Востока являлся отборочным турниром к Кубку России. В соревнованиях приняли участие команды региона «Сибирь — Дальний Восток». Победителем стал омский «Спартак», обыгравший в финале новоуренгойский «Факел». Обе команды получили путёвки в финальный этап Кубка России.

## Полуфинальный этап
Полуфиналы прошли в мае-июне в трех группах. По две лучшие команды из групп — «Искра» (Самара), «Синяя Птица» (Балаково), «Метар» (Челябинск), «Заречье» (Московская область), «Экран» Санкт-Петербург, «Динамо» (Краснодар) — выиграли путёвки в финальный этап, где к ним присоединились финалисты Кубка Сибири и Дальнего Востока — «Спартак» и «Факел».

## Финальный этап
18-24 сентября 1994. Ейск.
6 команд-участниц финального этапа («Синяя Птица» и «Заречье» отказались от участия) на групповой стадии были разделены на две группы. По две лучшие команды из групп вышли в полуфинал плей-офф и определили финалистов, которые разыграли Кубок. В финале краснодарское «Динамо» обыграло омский «Спартак» со счётом 3:1. В матче за 3-е место «Экран» победил «Искру».

### Итоги

#### Положение команд
| «Динамо» (Краснодар)       |
| «Спартак» (Омск)           |
| «Экран» (Санкт-Петербург)  |
| 4. «Искра» (Самара)        |
| 5. «Метар» (Челябинск)     |
| 6. «Факел» (Новый Уренгой) |

#### Победитель
«Динамо» (Краснодар): Наталья Балуева, Ольга Болдузова, Марина Валеева, Маргарита Васенко, Марина Гайдамака, Наталья Задаянчук, Мария Князева, Юлия Свистина, Елена Чернышова, Елена Шкурко, Светлана Эфендиева. Главный тренер — Владимир Синицын.